# Bardo Weiß
Bardo Weiß (* 20. Mai 1934 in Weißenthurm; † 5. August 2018) war ein deutscher römisch-katholischer Theologe und ein Priester der Diözese Mainz.

## Leben
Weiß studierte nach dem Abitur von 1953 bis 1960 katholische Theologie und Philosophie in Mainz und Innsbruck. Nach verschiedenen Kaplansstellen in Mainz wurde er 1965 Pfarrer in Dalsheim. 1963 promovierte er an der Universität Mainz mit einer Arbeit über Die Heilsgeschichte bei Meister Eckhart. Nach der Habilitation war er von 1970 bis 1999 Professor für Dogmatik an der Johannes Gutenberg-Universität Mainz. Außerdem hatte er einen Lehrauftrag an den Universitäten Marburg und Koblenz-Landau. Von 1973 bis 1992 war er zudem Spiritual am Mainzer Priesterseminar.
Einer seiner Forschungsschwerpunkte war die deutsche Frauenmystik, zu deren Gottesbild, Christologie, Ekklesiologie und Sakramentenlehre er insbesondere nach seiner Emeritierung zahlreiche umfangreiche Bände veröffentlichte.
Mit einer ökumenischen Gruppe von christlichen Wissenschaftlern gründete er 1998 die „Arbeitsgemeinschaft Theologie der Spiritualität“ und war bis 2004 ihr erster Vorsitzender.
Zu seinen Schülern gehört der in Kanada lehrende Philosophieprofessor Raymond Jahae, der bei Weiß mit einer Arbeit über die Mystikerin Hadewijch promovierte.

## Werke
- Die Heilsgeschichte bei Meister Eckhart (= Dissertation). Grünewald, Mainz 1965, OCLC 264972852 (181 S.).
- Themenschlüssel zum Messbuch: eine pastoralliturgische Arbeitshilfe. Benziger bzw. Herder, Einsiedeln und Zürich bzw. Freiburg im Breisgau 1976, ISBN 978-3-545-50506-3 (142 S.).
- Weg ins Leben. Meditationen über Bilder und Symbole aus dem Johannesevangelium. Grünewald, Mainz 1979, ISBN 978-3-7867-0777-6 (117 S.).
- Margareta von Magdeburg. Eine gelähmte Mystikerin des 13. Jahrhunderts. Schöningh, Paderborn 1995, ISBN 978-3-506-79721-6, urn:nbn:de:bvb:12-bsb00045121-0 (209 S.).
- Mystik und Institution. Zu den Visionen Ruperts von Deutz (= Theos. Nr. 35). Kovac, Hamburg 2000, ISBN 978-3-8300-0108-9 (152 S.).
- Die deutschen Mystikerinnen und ihr Gottesbild. Das Gottesbild der deutschen Mystikerinnen auf dem Hintergrund der Mönchstheologie. Schöningh, Paderborn 2004, DNB 971492557 (3 Bde.).
- Der dreieine Schöpfer und die frühen deutschen Mystikerinnen. Schöningh, Paderborn 2006, ISBN 978-3-506-75735-7, urn:nbn:de:bvb:12-bsb00052155-7 (846 S.).
- Ekstase und Liebe. Die Unio mystica bei den deutschen Mystikerinnen des 12. und 13. Jahrhunderts. 2. Auflage. Schöningh, Paderborn 2006, ISBN 978-3-506-76314-3, urn:nbn:de:bvb:12-bsb00052144-7 (987 S., Erstausgabe:  2000).
- „Und fallen in Dich ...“. Aphorismen und Gebete. Lit, Berlin 2008, ISBN 978-3-8258-1012-2 (103 S.).
- Jesus Christus bei den frühen deutschen Mystikerinnen. Schöningh, Paderborn 2009, DNB 991834631 (2 Bde.).
- Kirche und Sakramente bei den frühen deutschen Mystikerinnen. Schöningh, Paderborn 2013, DNB 1037330420 (2 Bde.).
- zahlreiche Artikel und Lexikoneinträge